# Quercus nigra
Quercus nigra (Roble de agua) es un roble del grupo (Quercus sect. Lobatae), nativa del sudeste de Estados Unidos, desde el sur de Delaware y el sur a las zonas costeras de Maryland, Virginia , el pie de monte de Carolina del Norte , toda Carolina del Sur, la mayor parte de Georgia (con la excepción de los Montes Apalaches ), toda Alabama, Misisipi, en el centro de la Florida, y hacia el oeste de Luisiana y el este de Texas. Desde allí, hacia el norte hasta el sureste de Misuri incluyendo Arkansas, el este de Oklahoma , partes de Tennessee, y el extremo suroeste de Kentucky. Se produce en las tierras bajas y de hasta 450 m de altitud.

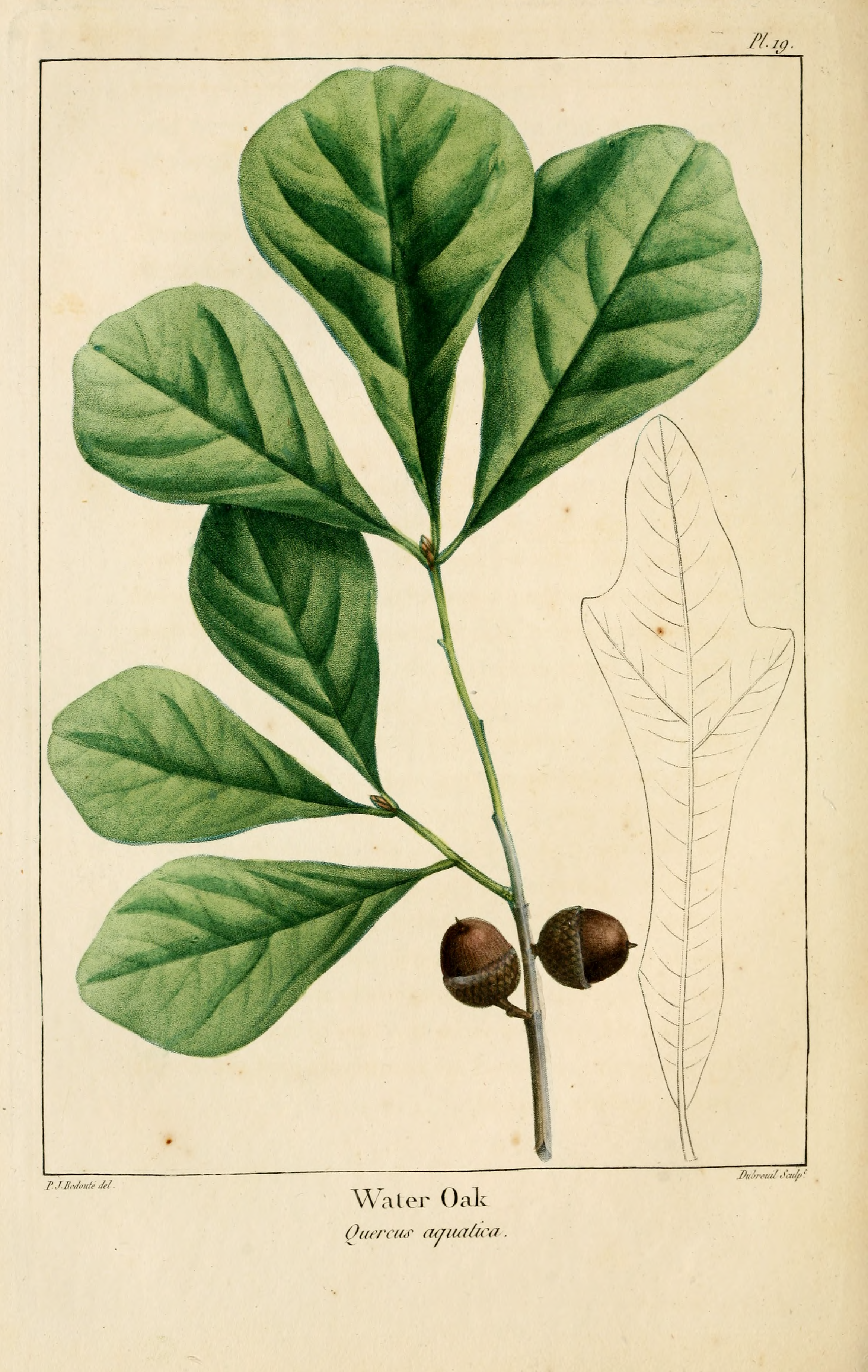
Ilustración

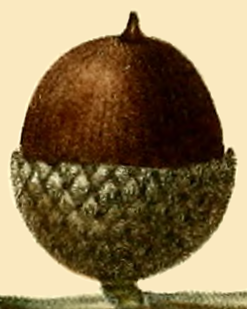
Detalle de la bellota

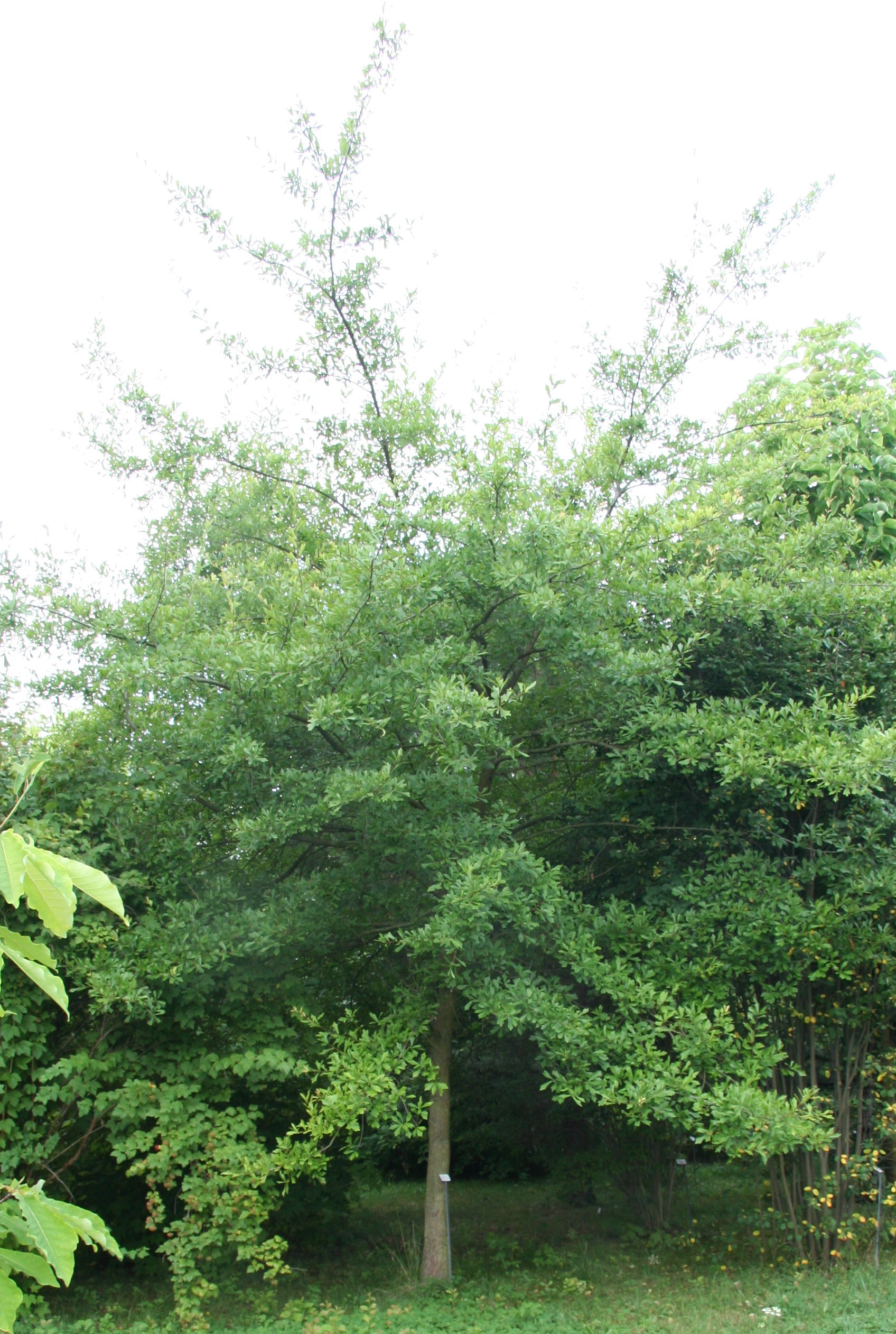
Vista del árbol

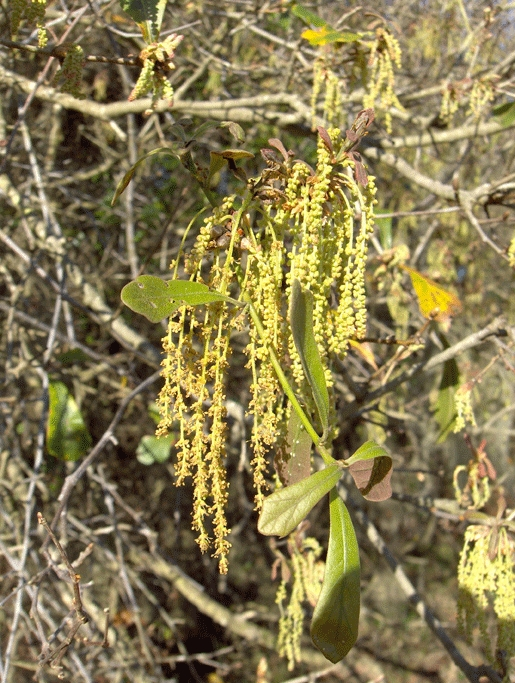
Inflorescencia

## Descripción
Se trata árboles de un tamaño medio de hoja caduca, creciendo hasta los 30 m de altura con un tronco de hasta 1 m de diámetro. Los árboles jóvenes tienen una corteza lisa, de color marrón que se vuelve de color gris-negro con crestas rugosas y escamosas cuando madura. Las hojas son alternas, simples y tardíamente caducifolias, sólo cayendo bien entrado el invierno; miden de 3-12 cm de largo y 2-6 cm de ancho, variable en forma, en forma más comúnmente como una espátula amplia y redondeada en la parte superior y estrecha y acuñada en la base. Los márgenes varían por lo general, siendo lisa para lobuladas superficialmente, con una cerda en las puntas de vértice y lóbulo. El árbol es fácil de identificar por las hojas, que tienen un lóbulo que parece como si una gota de agua está colgando desde el final de la hoja. La parte superior de cada hoja es de un verde opaco a verde azulado y la parte inferior es un pálido color verde azulado. En la parte inferior de las hojas, pelos de color oxidados corren a lo largo de las venas. Las bellotas se encuentran solas o en parejas, de 10-14 mm de largo y ancho, con una cúpula poco profunda; maduran unos 18 meses después de la polinización en la caída del segundo año.

## Ecología
Tiene el mismo papel ecológico como Salix babylonica y otros árboles de humedales. Está adaptado para las áreas mojadas, pantanosas, como a lo largo de los estanques y riberas de los ríos, pero también puede tolerar otros sitios bien drenados y suelos, incluso pesados, compactos. Crece en suelos arenosos, arcillas rojas y viejos campos en las fronteras de pantanos, arroyos , a tierras bajas . Debido a su capacidad para crecer y reproducirse rápidamente, el roble del agua suele ser la especie más abundante en un grupo de árboles. La vida del árbol es relativamente corta en comparación con otros robles y puede vivir sólo de 60 a 80 años. No compite bien y no tolera la sombra. Se utiliza con frecuencia para restaurar bosques de madera dura en la tierra que fue autorizada previamente para la agricultura o plantaciones de pinos. La edad mínima para la floración y la fructificación es de 20 años y el árbol produce cosechas abundantes de bellotas casi todos los años. No se recomienda como ornamental debido a ser de corta duración, y extremadamente desordenado y propenso a enfermedades. 
Las bellotas son un alimento importante para venado de cola blanca, ardilla gris oriental, mapache, pavo salvaje, ánade real, pato joyuyo, y las codornices. En invierno, los ciervos se alimentarán por los brotes y las ramas jóvenes.

## Usos e historia
Roble de agua se ha utilizado para obtener madera y para el combustible por la gente en los estados del sur desde el siglo XVII. La madera se vende generalmente como "roble rojo", se mezcla con la madera de otros robles rojos.

## Taxonomía
Quercus nigra fue descrita por Carlos Linneo y publicado en Species Plantarum 2: 995–996. 1753.
Etimología
Quercus: nombre genérico del latín que designaba igualmente al roble y a la encina.
nigra: epíteto latín que significa "negro".
Sinonimia
- Quercus agnostifolia K.Koch
- Quercus aquatica (Lam.) Walter
- Quercus bumelifolia Riddell
- Quercus dentata Bartram
- Quercus genabii K.Koch
- Quercus hemisphaerica var. nana (Willd.) Nutt.
- Quercus × ludoviciana var. microcarpa (Dippel) Rehder
- Quercus marylandica Du Roi
- Quercus microcarya Small
- Quercus nana Willd.
- Quercus noviorleani Petz. & G.Kirchn.
- Quercus phellos var. microcarpa Dippel
- Quercus quinqueloba Engelm.
- Quercus × subfalcata var. microcarpa (Dippel) Sarg.
- Quercus uliginosa Wangenh.[3][4]